# Ellen Franz
Ellen Franz (Naumburg, 30 de maio de 1839 - Meiningen, 24 de março de 1923) foi uma pianista e atriz alemã.

## Juventude

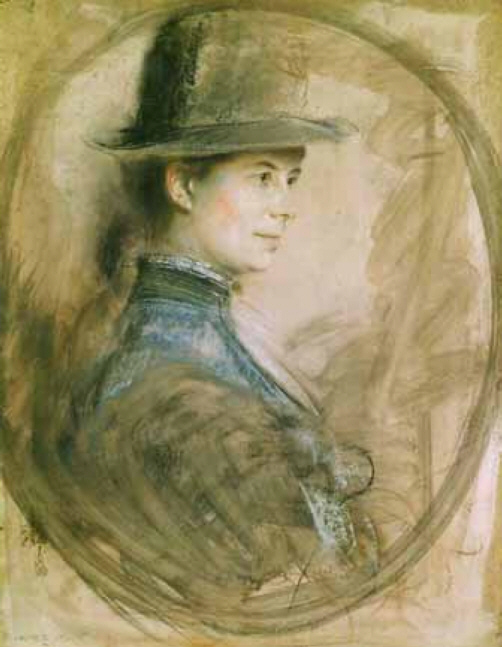
Ellen Franz por Franz von Lenbach.

Ellen nasceu em Naumburg. Segundo Friedrich Martin von Bodenstedt, fez a sua primeira aparição no Hoftheater de Meiningen em 1867.

## Casamento
No dia 18 de Março de 1873, Ellen tornou-se a terceira esposa do duque Jorge II de Saxe-Meiningen, casando-se com ele na Villa Feodora em Bad Liebenstein. Devido às suas baixas origens, o duque conferiu-lhe o título de 'Baronesa de Heldburg pouco antes do casamento, uma distinção que ela utilizaria até ao final da vida. Este casamento morganático enfureceu tanto o imperador Guilherme II da Alemanha que este se recusou a visitar o Palácio de Altenstein, construído por Jorge II em 1889, devido à sua adversão por Ellen.

## Desenvolvimento do teatro de Meiningen
Juntamente com o seu marido e o director teatral Ludwig Chronegk, Ellen concebeu os "Príncipios de Meiningen" (Meininger Prinzipien), uma reforma teatral profunda que tornou a trupe teatral de Meiningen (Meininger Hoftheater) conhecida mundialmente. Além destes, Ellen também realizou grandes mudanças na dramatologia e foi responsável pelo desempenho, decisões do elenco e pela educação de jovens estudantes. O seu marido, juntamente com Chronegk, tinham a cargo a direcção dos espectáculos, criando cenários e guarda-roupa próprios.
Após a morte do seu marido em 1914, Ellen retirou-se para a sua casa de campo, Veste Heldburg. Ela morreu nove anos depois, em Meiningen, aos oitenta e três anos de idade. Foi enterrada perto do duque Jorge II, numa sepultura comum no jardim da igreja de Meiningen.

## Ligações Externas
- Museu de Meiningen